# Víctor de Frutos
Víctor de Frutos Boudevin (Rosario de Santa Fe, 1906 – Montevideo, 1968) fue un militar hispano-argentino.

## Biografía
Nació en 1906 en la localidad argentina de Rosario de Santa Fe. Hijo de padres españoles, se trasladaría a España junto a su familia cuando contaba con 8 años. Pasó su juventud en el madrileño barrio de Carabanchel. Llegó a trabajar como chófer. En 1933 se afilió al Partido Comunista de España (PCE).
Tras el estallido de la Guerra civil se unió a las milicias republicanas; participó en la creación del batallón «Primero de Mayo», el cual se había organizado con trabajadores de Carabanchel. Tomaría parte en la batalla de Madrid, durante la cual mandó el batallón «Primero de Mayo» en la defensa del suburbio de Carabanchel. Más adelante pasaría a mandar la 4.ª Brigada Mixta, en el frente del Centro. Sería enviado al frente del norte, donde mandó la 6.ª Brigada vasca y, posteriormente, la 2.ª División del Cuerpo de Ejército de Euzkadi. Resultó herido durante los combates en el sector de Ampuero, por lo que tuvo que ser evacuado y sustituido. Con posterioridad regresó a la zona centro-sur, donde ostentó el mando de la 10.ª División, interviniendo en diversas operaciones en Extremadura. En marzo de 1939 fuerzas de la 10.ª División de Frutos tomaron parte en el aplastamiento de la sublevación de la Base naval de Cartagena, pocas semanas antes del final de la guerra.
De Frutos, militante comunista, marcharía al exilio con el final de la contienda. El 28 de marzo de 1939 abandonó España en avión rumbo a Orán. Con posterioridad se exilió en la Unión Soviética. Allí asistió a una escuela de formación política, junto a otros exiliados comunistas españoles como Pelegrín Pérez o José Fusimaña. Llegó a participar en la Segunda Guerra Mundial, mandando un batallón de excombatientes españoles durante la defensa de Moscú.
Posteriormente se trasladaría a Sudamérica, instalándose en Buenos Aires. Falleció en Montevideo en 1968.

## Obras
- —— (1967). Los que no perdieron la guerra. España 1936-39. Oberón: Buenos Aires.[18][19]